# Teeth (film, 1924)
Pour les articles homonymes, voir Teeth.
Pour plus de détails, voir Fiche technique et Distribution.
Teeth est un western muet américain de 1924 réalisé par John G. Blystone et écrit par Donald W. Lee. Le film met en vedette Tom Mix, Lucy Fox, George Bancroft, Edward Peil Sr. et Lucien Littlefield. Le film est sorti le 2 novembre 1924 par Fox Film Corporation.

## Fiche technique
- Réalisation : John G. Blystone
- Scénario : Donald W. Lee
- Production : Fox Film Corporation
- Durée :
- Date sortie : 2 novembre 1924

## Distribution
- Tom Mix : Dave Deering
- Lucy Fox : Paula Grayson
- George Bancroft : Dan Angus
- Edward Peil Sr. : Sheriff

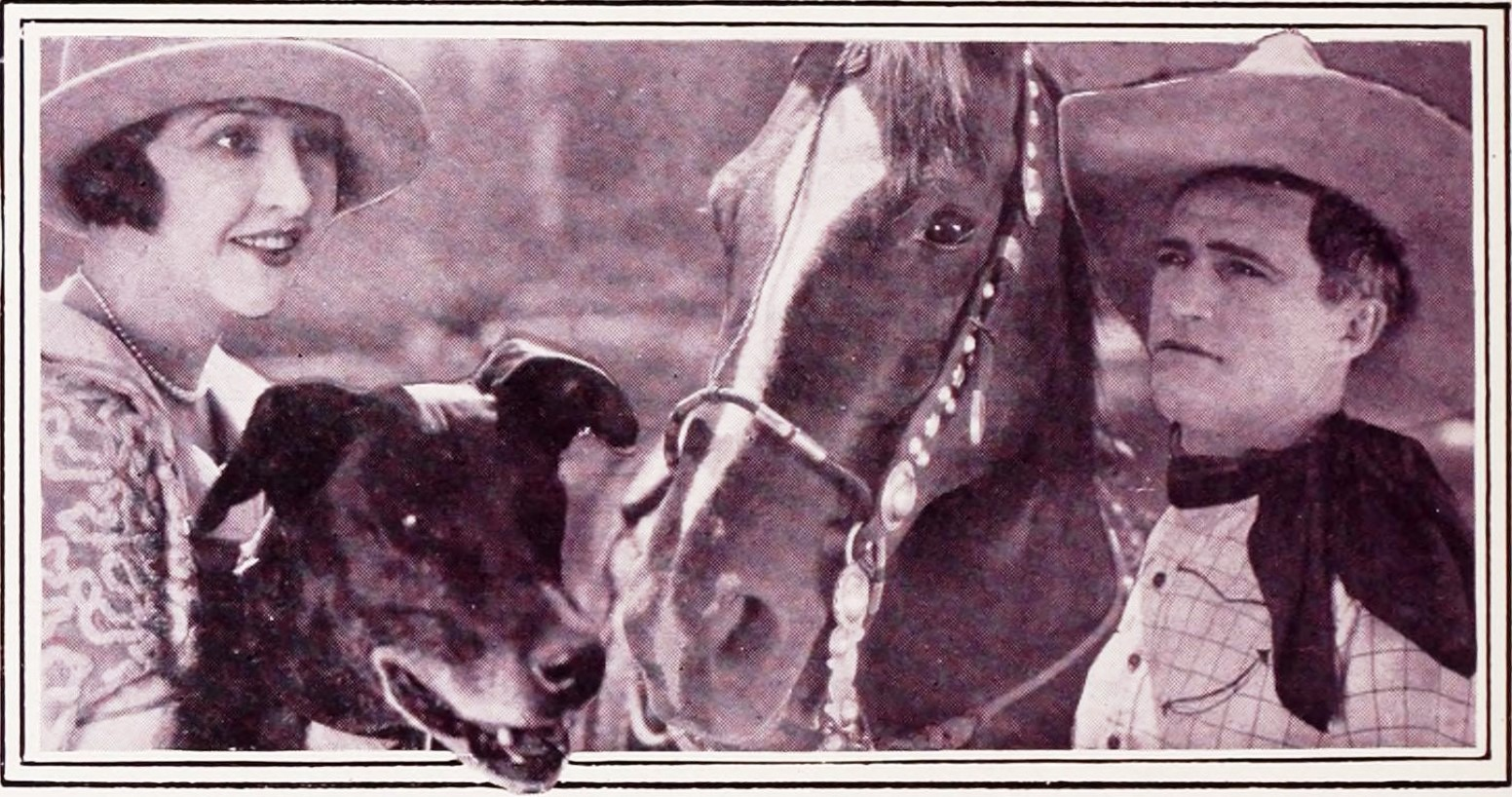
Lucy Fox, Tom Mix et le chien Duke.

- Lucien Littlefield: Under-sheriff
- Tony the Horse : Tony
- Duke the Dog : Teeth